# Ельцыно (Вологодский район)
Ельцыно — деревня в Вологодском районе Вологодской области.
Входит в состав Подлесного сельского поселения, с точки зрения административно-территориального деления — в Подлесный сельсовет.
Расстояние по автодороге до районного центра Вологды — 11 км, до центра муниципального образования Огарково — 4 км. Ближайшие населённые пункты — Реброво, Лисицыно, Харачево, Бурлево, Бабиково, Мостища.
По переписи 2002 года население — 4 человека.